# Psychotria rambouensis
Psychotria rambouensis är en måreväxtart som beskrevs av De Wild.. Psychotria rambouensis ingår i släktet Psychotria och familjen måreväxter. Inga underarter finns listade i Catalogue of Life.